# Chondrosteginae
Los condrosteginos (Chondrosteginae) son una subfamilia de lepidópteros ditrisios de la familia Lasiocampidae.

## Géneros
Se reconocen los siguientes:
- Chondrostega
- Chondrostegoides
- Libanopacha